# Polypedilum misumaitertium
Polypedilum misumaitertium är en tvåvingeart som beskrevs av Sasa och Suzuki 1998. Polypedilum misumaitertium ingår i släktet Polypedilum och familjen fjädermyggor. Inga underarter finns listade i Catalogue of Life.